# 공주교육대학교
공주교육대학교(公州敎育大學敎, Gongju National University of Education)는 충청남도, 대전광역시, 세종특별자치시 권역을 담당하고 있는 대한민국의 국립 교육대학이다. 1938년 공주여자사범학교로 개교한 후 1951년 공주사범학교로 명칭을 바꾸었다. 1962년 대전사범학교와 통합하며 2년제 교육대학으로, 1983년에는 4년제 교육대학으로 개편되었다.
개교 이래 대전광역시, 세종특별자치시, 충청남도를 비롯한 전국에서 교육 현장에 종사하고 있는 약 25,000명 이상의 초등 교원을 배출하였다.

## 연혁
- 1938년 4월 공주여자사범학교 개교 (조선총독부 교육령)
- 1941년 4월 부속소학교를 부속국민학교로 개칭
- 1949년 6월 병설중학교 신설 (여자 1학급)
- 1951년 5월 1일 공주사범학교로 개교 (대한민국 교육법)
- 1962년 2월 19일 2년제 전문대학인 공주교육대학으로 개편
- 1982년 3월 1일 4년제 공주교육대학으로 개편
- 1993년 3월 1일 종합대학으로 승격 (공주교육대학교로 교명 변경)
- 1995년 11월 10일 교육대학원 개원

## 같이 보기
- 대한민국의 국립 대학 목록
- 대한민국의 대학 목록
- 대한민국의 교육